# Caïque (bateau)
Pour les articles homonymes, voir Caïque.
Un (ou une) caïque ou saïque (Grec : Kaiki, Turc : kayık) est un type ancien de petits bateaux rustiques, à rames ou à voiles, utilisés dans le bassin oriental de la Méditerranée et en mer Noire. Il est remis au goût du jour avec des versions modernes motorisées nettement plus imposantes (caïque ketch ou goélette) disposant de tout le confort pour des croisières côtières et appréciées pour leur construction en bois. Un type de navire de pêche normand porte aussi ce nom, sans qu'il y ait de filiation entre les deux, ni avec les kayaks.

## Description et évolution
Initialement c'est une embarcation légère et étroite, en bois et à rames, à gréement amovible, à faible tirant d'eau, ayant une quille courbe pour le halage sur la grève, de pêche, de cabotage, de surveillance ou de reconnaissance, spécifique du Proche-Orient et peut-être issue des ophidies grecques médiévales (οφιδία). Certains types sont de plus grand gabarit (ousies, ούσια).
Dans les dessins du XVIIe siècle, la coque à tableau arrière porte en gréement un grand mât central à phare carré sans perroquet, un artimon latin et un beaupré portant civadière. Vers la fin du XIXe siècle, les dessins montrent un navire un peu différent.
Le caïque « moderne » a une coque pointue aux deux extrémités, toujours fortement tonturé. Le grand mât porte toujours deux étages de voiles carrées mais on lui a ajouté une grande voile à livarde avec son balestron. L’artimon est aussi passé à livarde et, en proue, la civadière a fait place à une série de focs.
« Il n’y a pas de contradiction formelle entre ces deux gréements que plus de deux siècles séparent, preuve que ce modeste navire au commerce a survécu jusqu’à notre siècle en Méditerranée orientale et en Turquie. Le caïque est aujourd’hui utilisé comme navire de plaisance sur les côtes turques » (Michel Vergé-Franceschi).

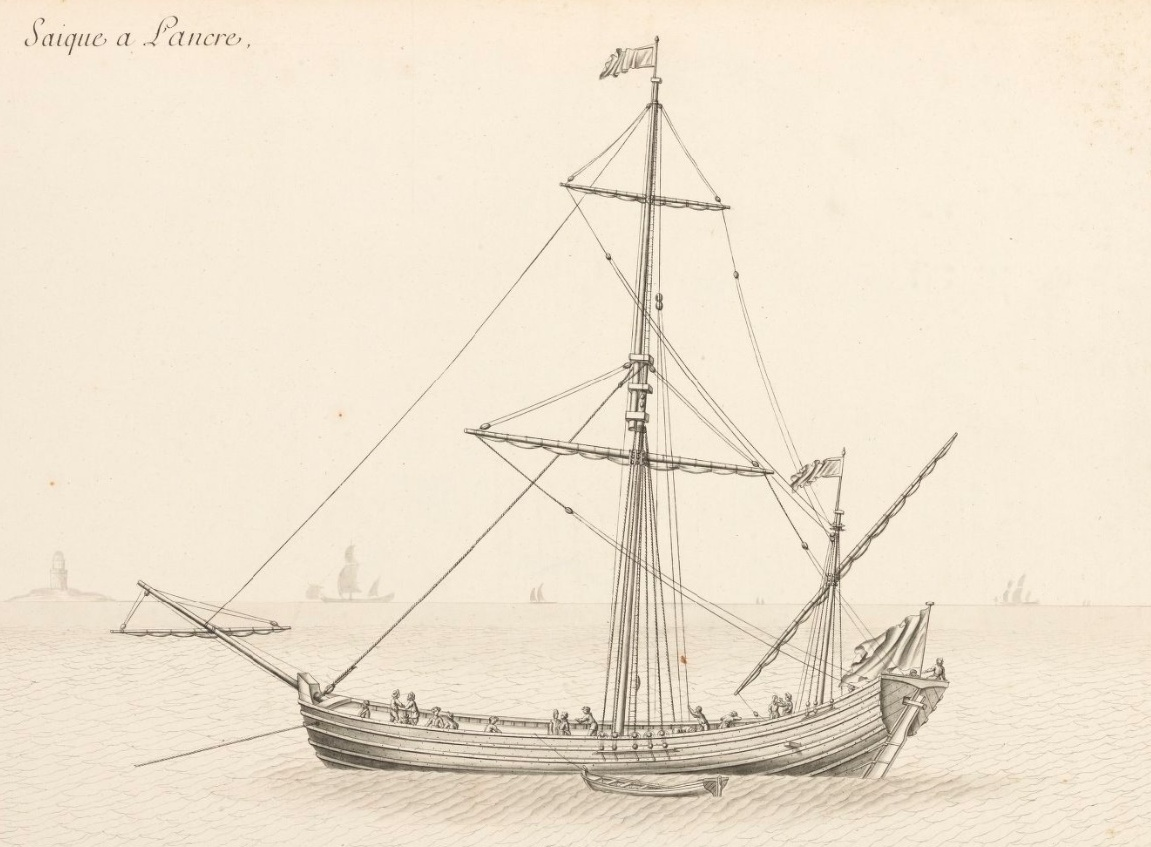
Caïque à l'ancre. Dessin de la fin du XVIIe siècle.
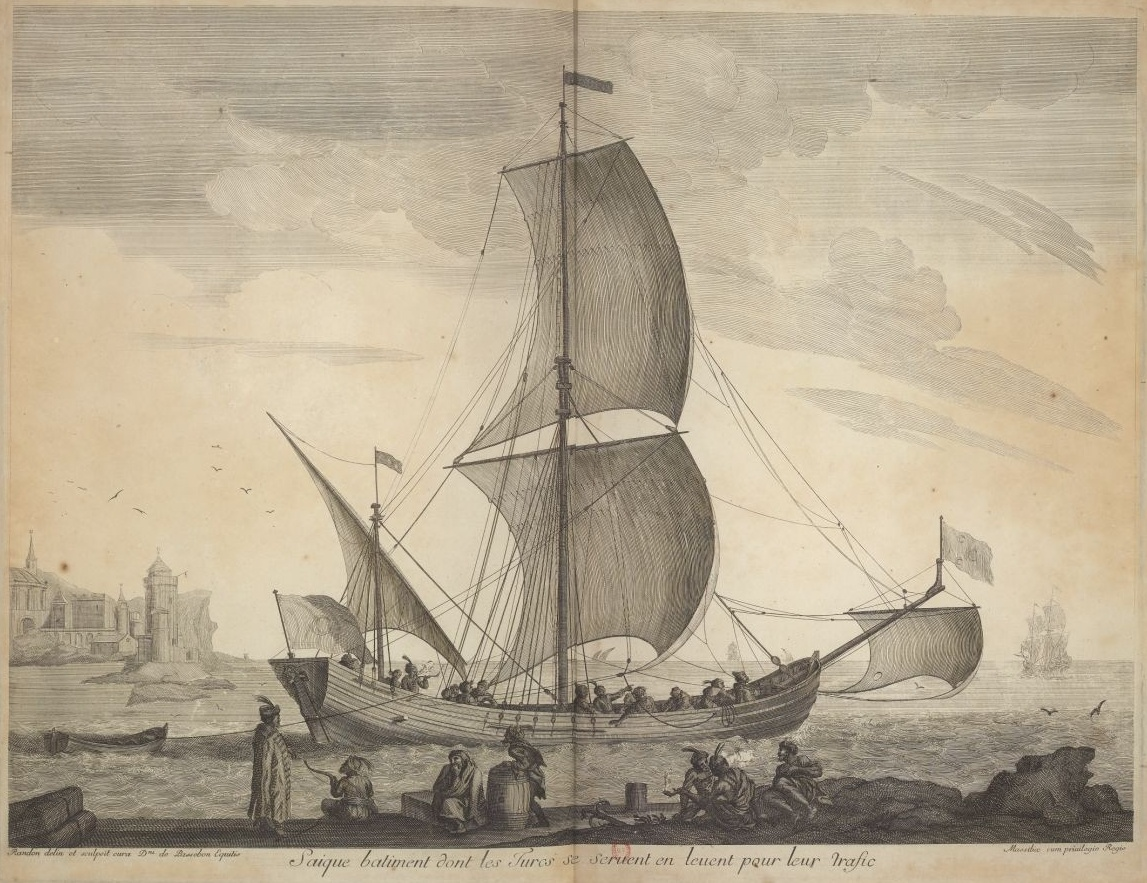
Caïque ottoman sous voile. Dessin de la fin du XVIIe siècle.
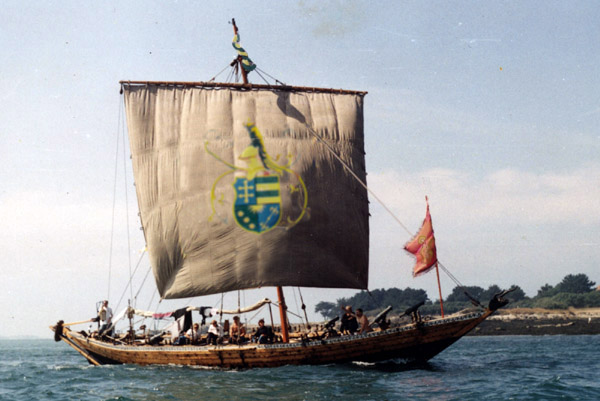
Caïque reconstitué à Cetatea Albă en Ukraine.
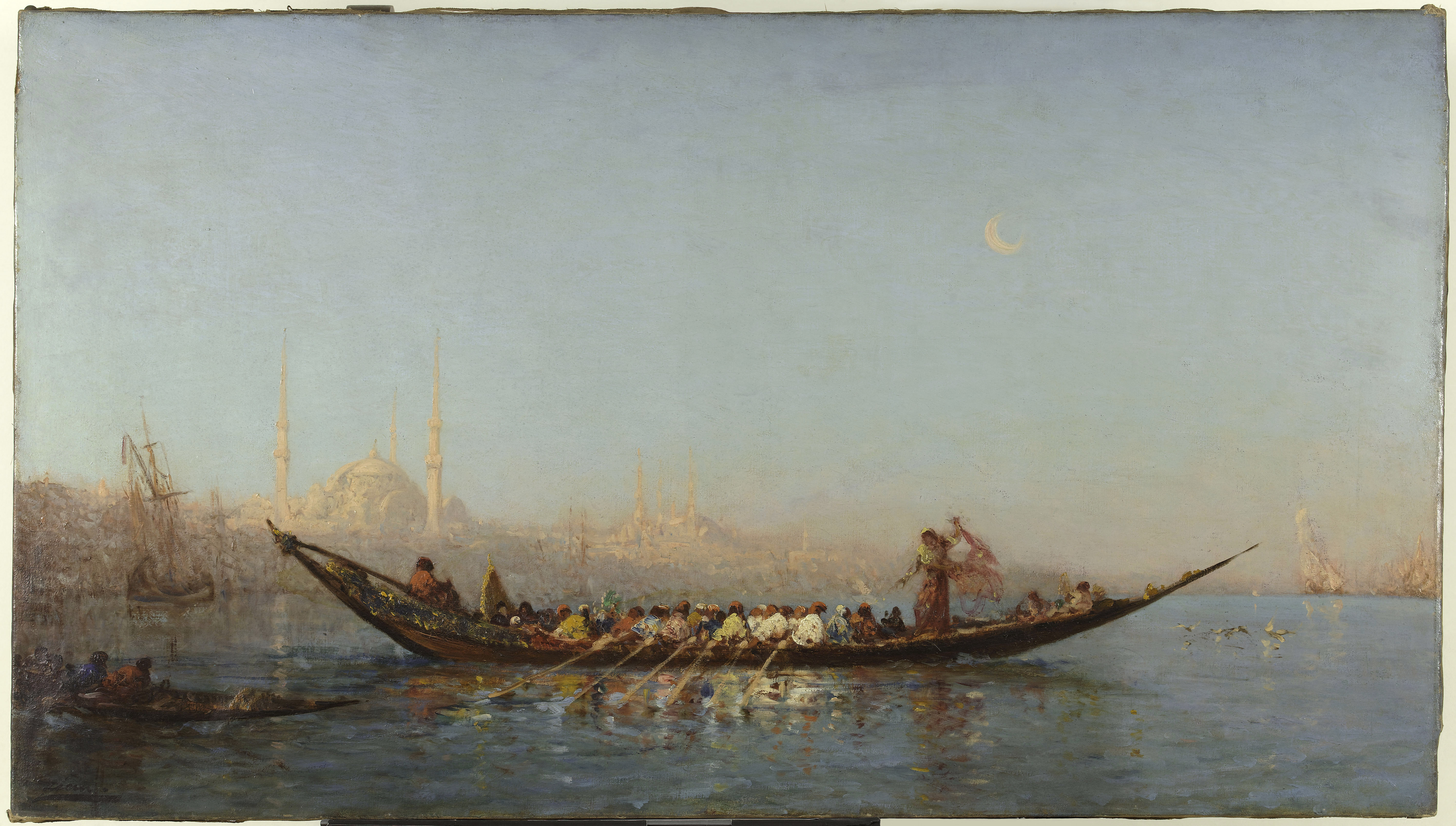
Constantinople, le caïque de la sultane par Félix Ziem, 1880-1890 (Petit Palais, Paris).
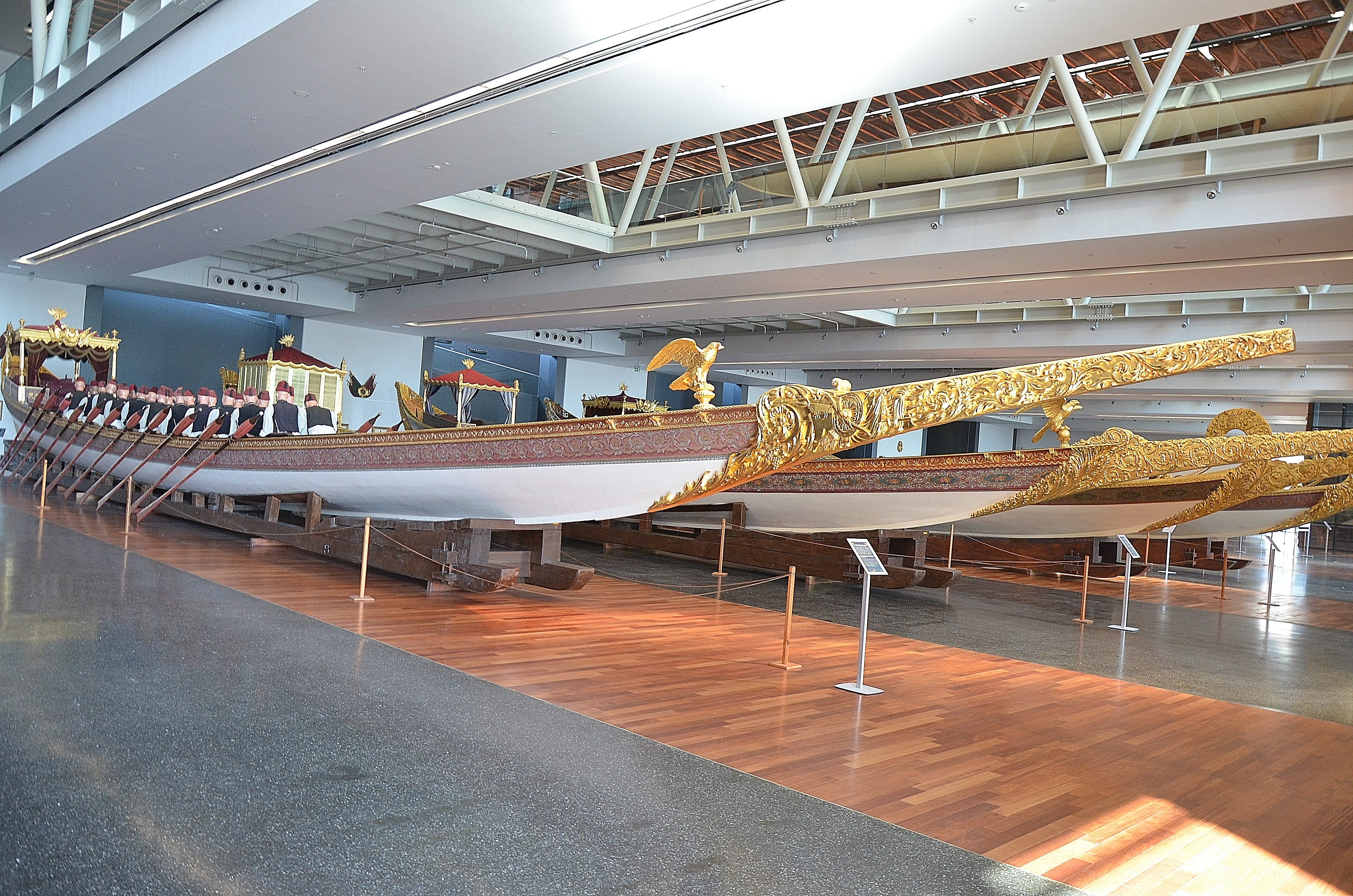
Caïques ottomans au Musée naval d'Istanbul.
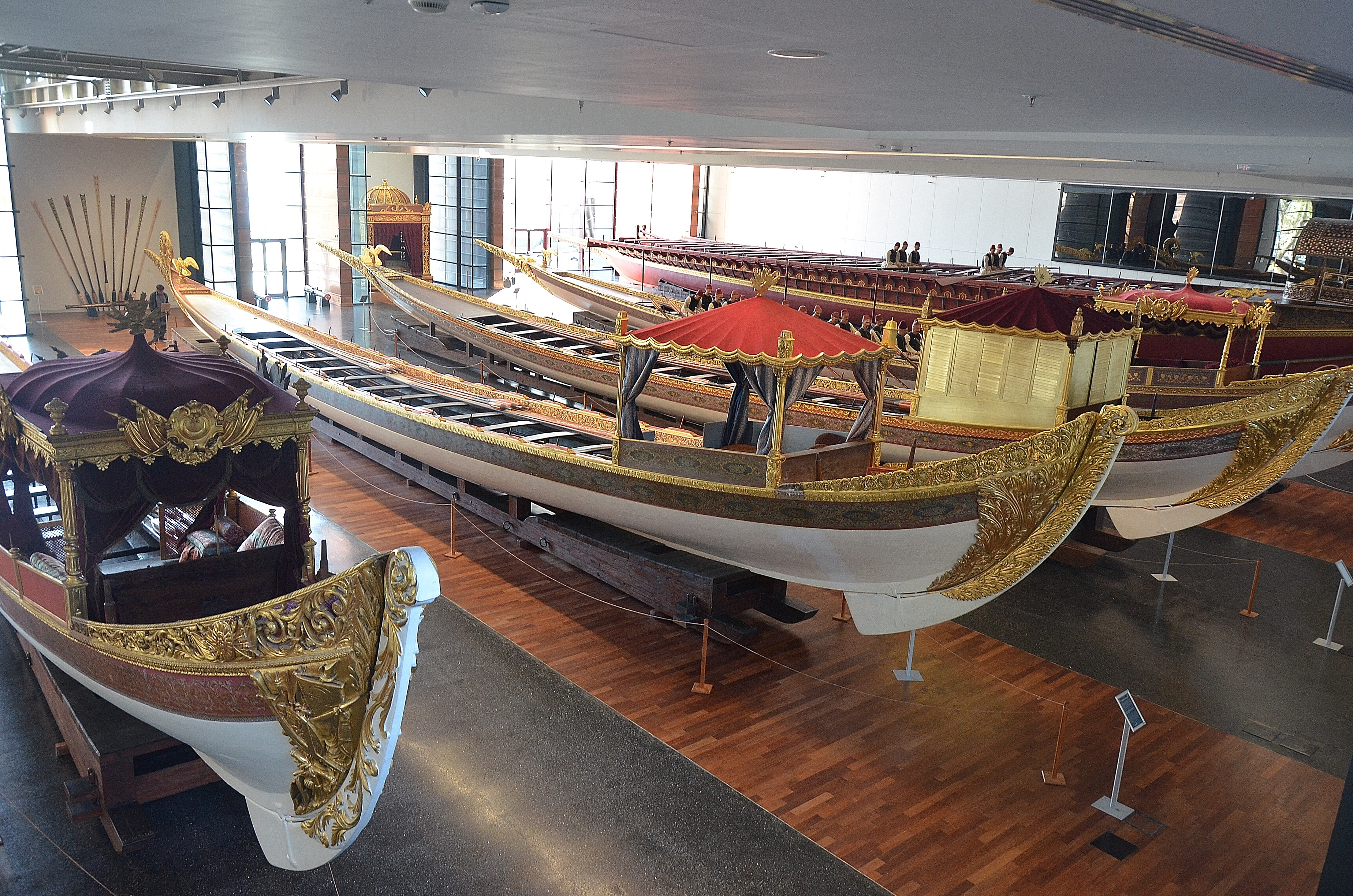
Caïques ottomans au Musée naval d'Istanbul.
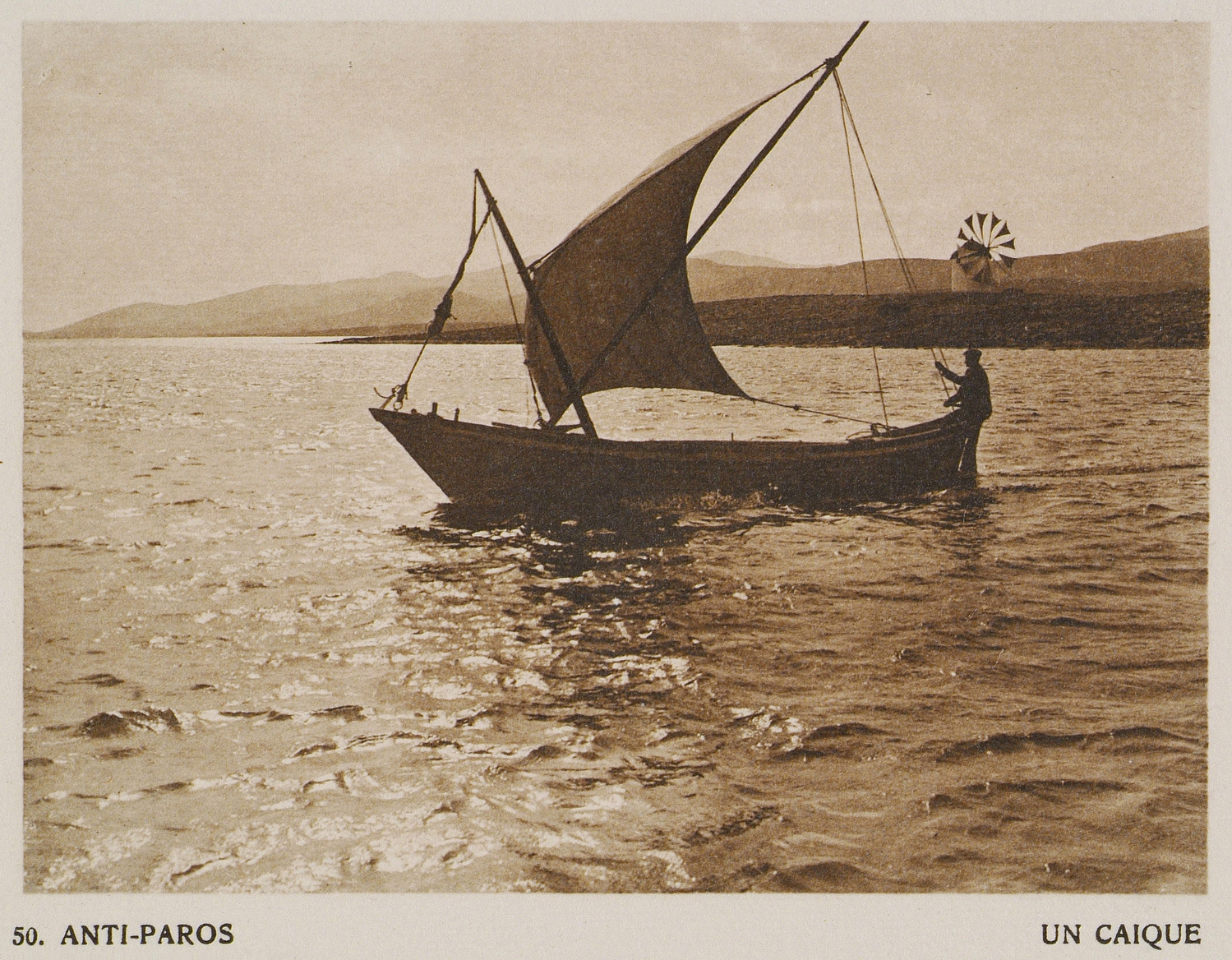
Un caïque d'Antiparos en 1919, par Frédéric Daniel-Boissonnas.
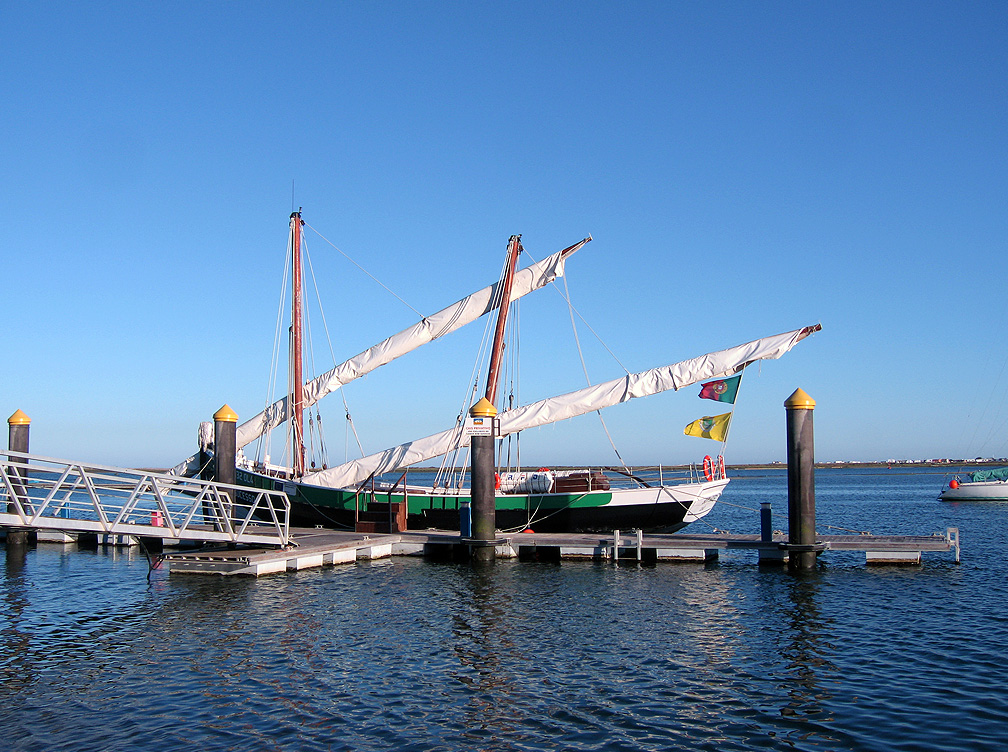
Caïque portugais Bom Sucesso à Olhão.
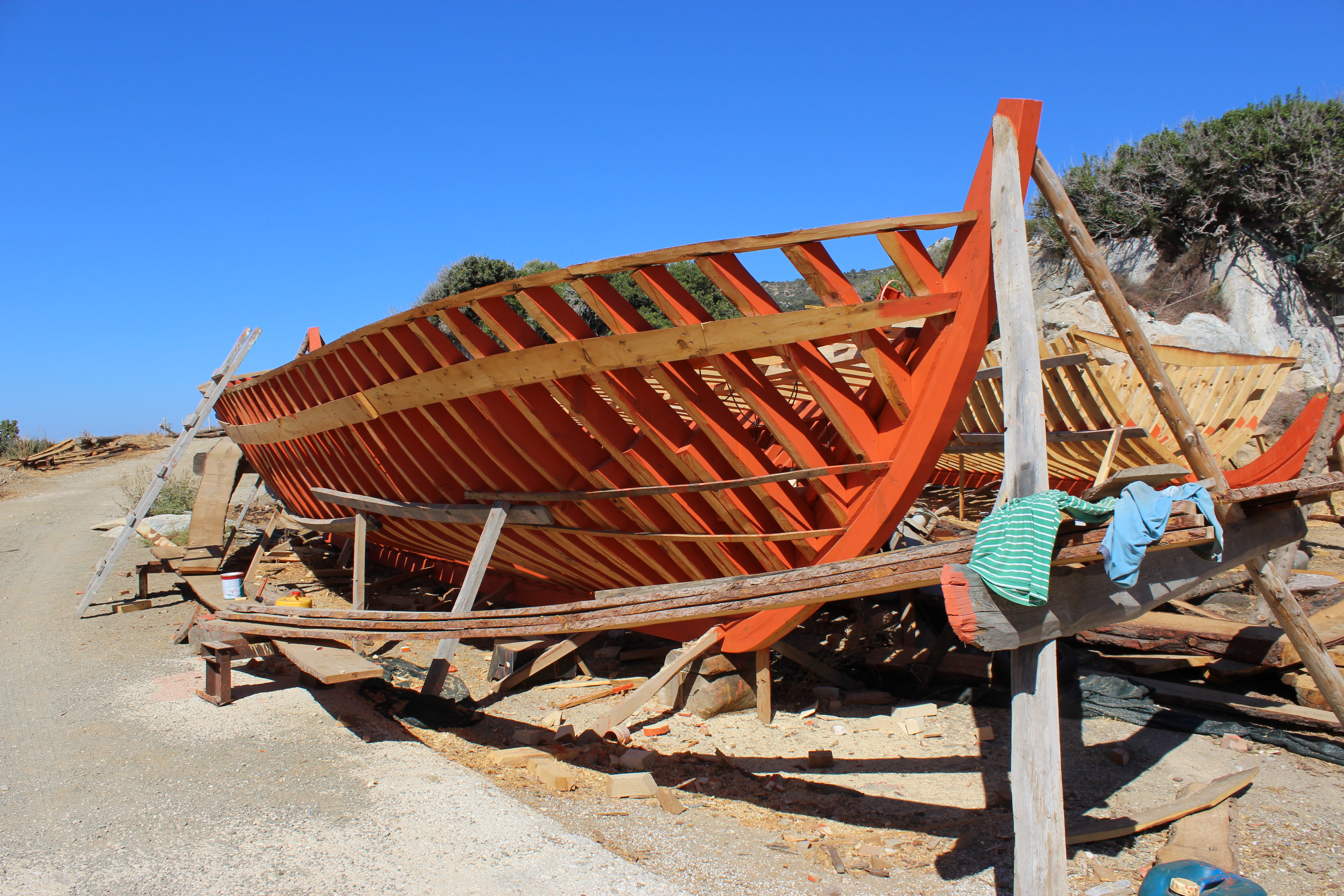
Un caïque en construction ou réparation sur l'île de Samos.
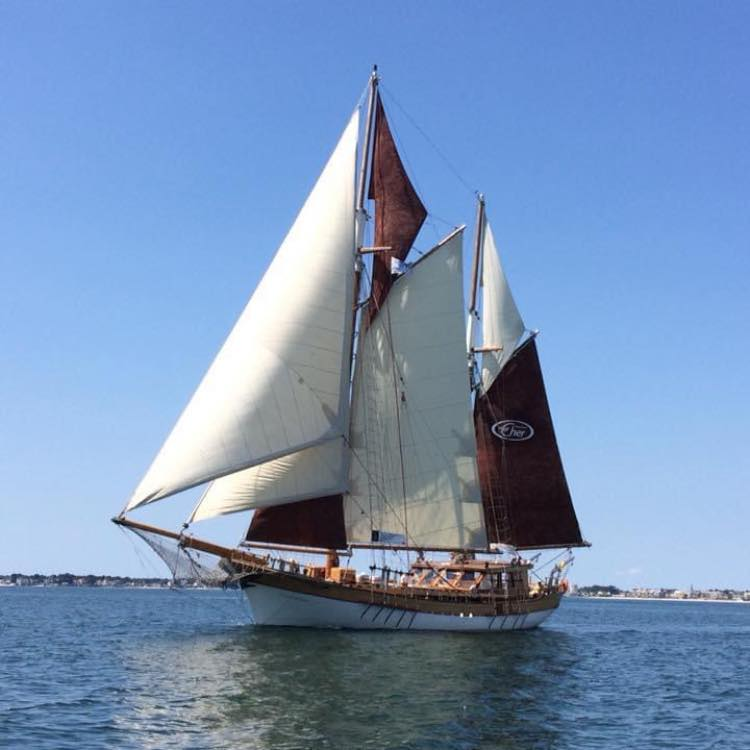
Le caïque turc Bora Bora.

## Autre type de bateau

### Normandie

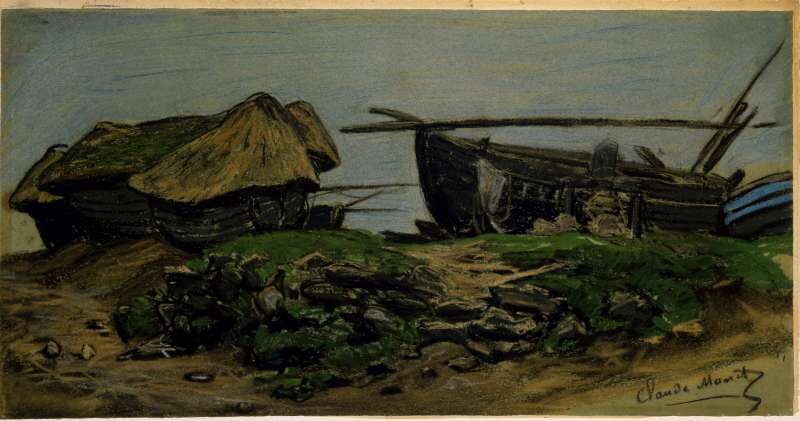
Étretat, Caloges et Caïque, pastel de Claude Monet (v. 1868).

Caïque est un nom donné de manière récente à un bateau de pêche à voiles traditionnel d'Étretat, d'Yport et de Fécamp dans le pays de Caux en Normandie. L'abbé Cochet qui écrit en 1850 à propos de la pêche à Étretat n'emploie pas ce mot, mais celui de clinque ou clincart. On pouvait encore voir des caïques jusque dans les années 1960 en Haute-Normandie à Yport, à Fécamp et à Étretat où certaines hors d'usage, ont été transformées en caloges.
Ce sont des voiliers traditionnels de travail, gréement au tiers, construits à Fécamp, ayant la particularité d'être mis à l'eau depuis les plages de galets et remontés à l'aide d'un cabestan. La carène est faite en clins d'orme et la quille en chêne. Ils disposent d'un gréement ancien à deux mâts : un grand mât portant une grand-voile pouvant être surmonté d'un hunier et une misaine amurée en foc à l'extrémité du bout dehors pointé vers le bas, et le tapecul portant une voile aurique.

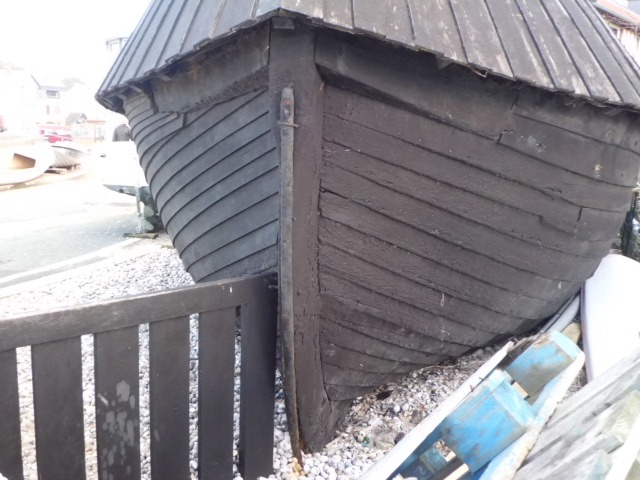
Étrave d'une "caïque" d'Étretat.

Ce type d'embarcation possède, comme son homonyme turc, une quille courbe, dans ce cas légèrement concave, qui facilite les échouages et les manœuvres de hissage, mais contrairement à ce dernier, il utilise la technique septentrionale du clin. Selon François Renault, les « caïques » d'Yport et d'Étretat pourraient bien être les dernières et les plus authentiques représentantes de la tradition scandinave en France, car, outre le clin, ce type de quille est également celui des bateaux vikings. Ce sont aussi les seules embarcations qui présentent un profil d'étrave aussi arrondi sur nos côtes, ressemblant à celui des knarr. Cependant, la forme de ces coques ne permet pas d'établir une filiation directe avec les coques scandinaves.
Il subsiste quelques exemplaires traditionnels relativement récents :
- la caïque exposée en arrière de la plage d'Étretat ;
- la Vierge de Lourdes de Fécamp, construite en 1949. Depuis sa restauration en 1992, elle participe à des regroupements de vieux gréements, par exemple lors de la célébration du centenaire du trois-mâts Duchesse Anne en 2001.
- la  Notre-Dame de Bonsecours, exposée au musée des Terre-Neuvas à Fécamp.